# Chana Lewin
Chana Lewin-Sandlerowa – polska aktorka i artystka wodewilowa żydowskiego pochodzenia, która zasłynęła głównie z ról w przedwojennych żydowskich filmach i sztukach teatralnych w języku jidysz.
Podczas II wojny światowej została przesiedlona do getta warszawskiego, gdzie kontynuowała karierę aktorską. Była jedną z czołowych aktorek Teatru Nowy Azazel. Tam obchodziła również jubileusz 25-lecia kariery aktorskiej.

## Filmografia
- 1938: List do matki
- 1937: Weseli biedacy
- 1936: Judel gra na skrzypcach